# 塞尔奈
塞尔奈（法語：Cernay，法語發音：[sɛʁnɛ] ⓘ），法国东北部城市，大东部大区上莱茵省的一个市镇，隶属于坦恩-盖布维莱尔区，其市镇面积为18.04平方公里，2022年1月1日时人口数量为11,737人，在法国城市中排名第855位。
塞尔奈位于上莱茵省中部，蒂尔河畔，是一个区域性的中心城市，吕特巴克—克吕特铁路和多条公路在此交汇。

## 地名来源
“Cernay”一名的来源尚存在争议，该名称可能最初以“Sennheim”的形式被记载，其中“senn”一名出自拉丁语“sinus”，意为“乳牛的奶头”，引申含义为“牛奶场”或“牛奶场主”，其对应的威斯特法伦方言单词“Senne”意为“草原、草场”；“Cernay”亦可能转写自古日耳曼语的拉丁形式“Sarnacum”，法国境内还有多个以此命名的市镇。
塞尔奈所处区域历史上通行阿尔萨斯语，“Cernay”对应的阿尔萨斯语拼写为“Sanne”，其对应的读音为“[ˈsanə]”；而当地的入城双语路牌则将塞尔奈的阿尔萨斯语名称拼写为“Sanna”。此外，塞尔奈曾在1871至1918年间被德意志帝国统治，其间当地的官方名称为德语“Sennheim”。

## 历史

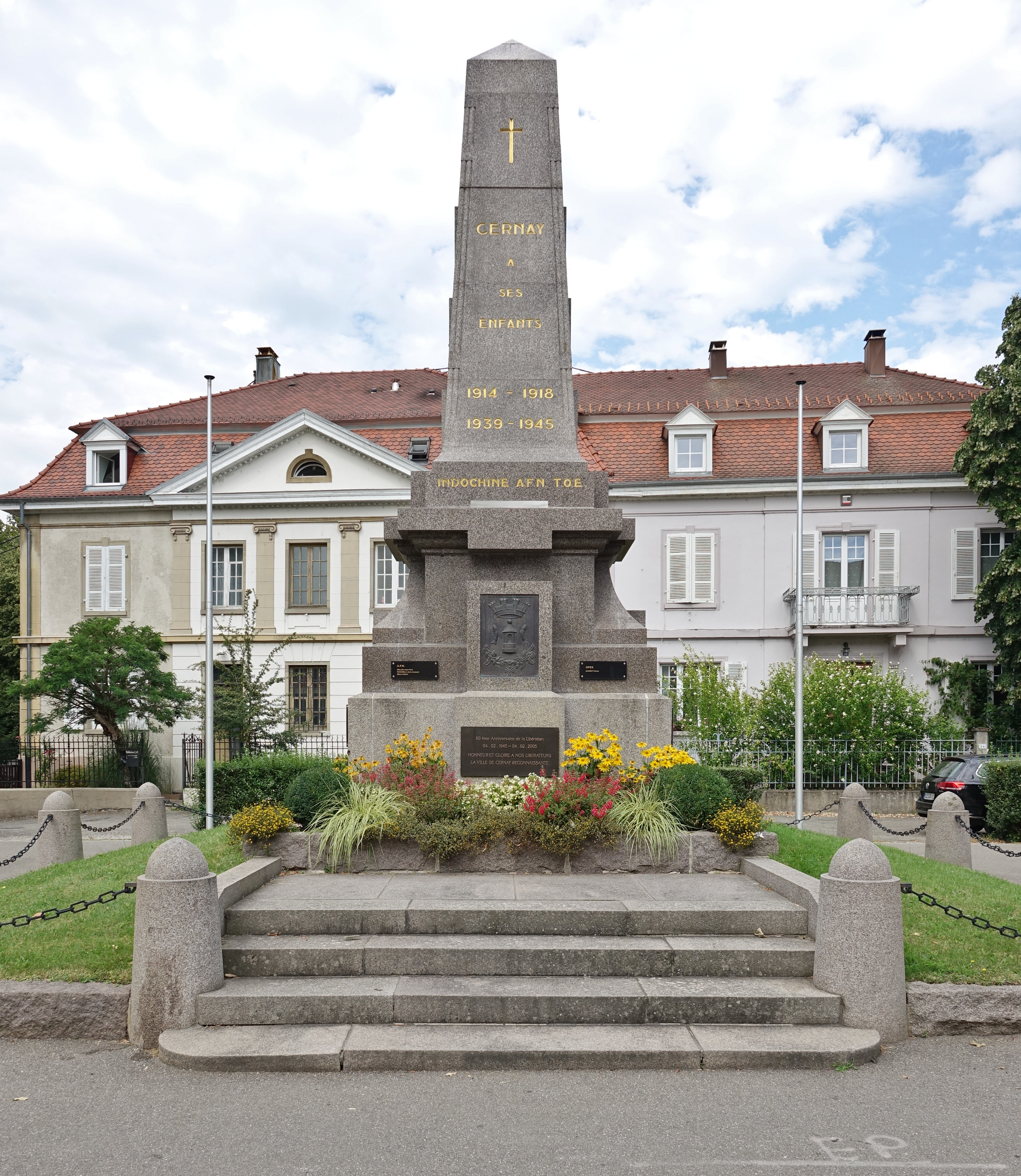
烈士纪念碑

塞尔奈的早期历史尚不清楚。根据当地官方网站的论述，塞尔奈最初于公元1144年被记载，并自1268年起开始筑造城墙。1324年，费雷特女伯爵让娜与阿尔布雷希特二世联姻，塞尔奈成为哈布斯堡家族的领土。1648年，根据《威斯特伐利亚和约》，塞尔奈及其所处的阿尔萨斯大部分区域被划归法兰西王国。18世纪中叶，塞尔奈境内出现织物纺织和印染作坊，此后又出现机械及化工工业。法国大革命后，塞尔奈成为上莱茵省的一个市镇，隶属于贝尔福区。1839年，途径塞尔奈的吕特巴克—克吕特铁路建成通车，该铁路于1863年延伸至蒂尔河谷上游的韦瑟兰。普法战争结束后，塞尔奈及其所处的贝尔福东部地区连同阿尔萨斯-洛林一同被划入德意志帝国，塞尔奈成为坦恩县的一部分。其间，塞尔奈境内新建了教堂、学校、司法宫等建筑。第一次世界大战期间，塞尔奈在1915年的一场空袭中被炸毁。一战结束后，阿尔萨斯-洛林地区根据《凡尔赛条约》重归法国，塞尔奈被划入坦恩区，当地于1921年获得法国政府颁发的十字勋章。第二次世界大战期间，塞尔奈被纳粹德军控制，当地的一所学校被改建为武装党卫军培训中心。1945年初，塞尔奈在科尔马包围战中遭到严重破坏。20世纪80年代后，受纺织业萎缩影响，塞尔奈的工业得到多样性发展。
在地方文化研究方面，当地的地方史爱好者于1962年创建了“塞尔奈及周边地区历史考古协会”（Société d’histoire et d’archéologie de Cernay et environs）。

## 地理

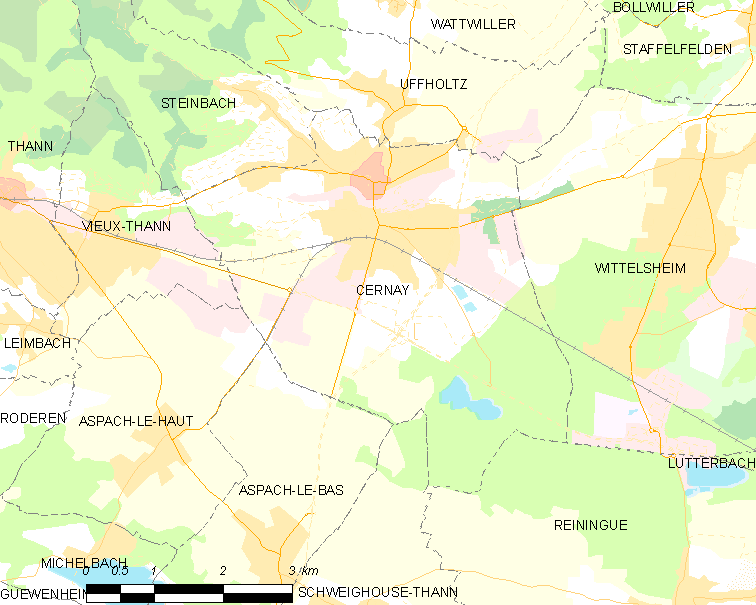
塞尔奈市镇范围地图

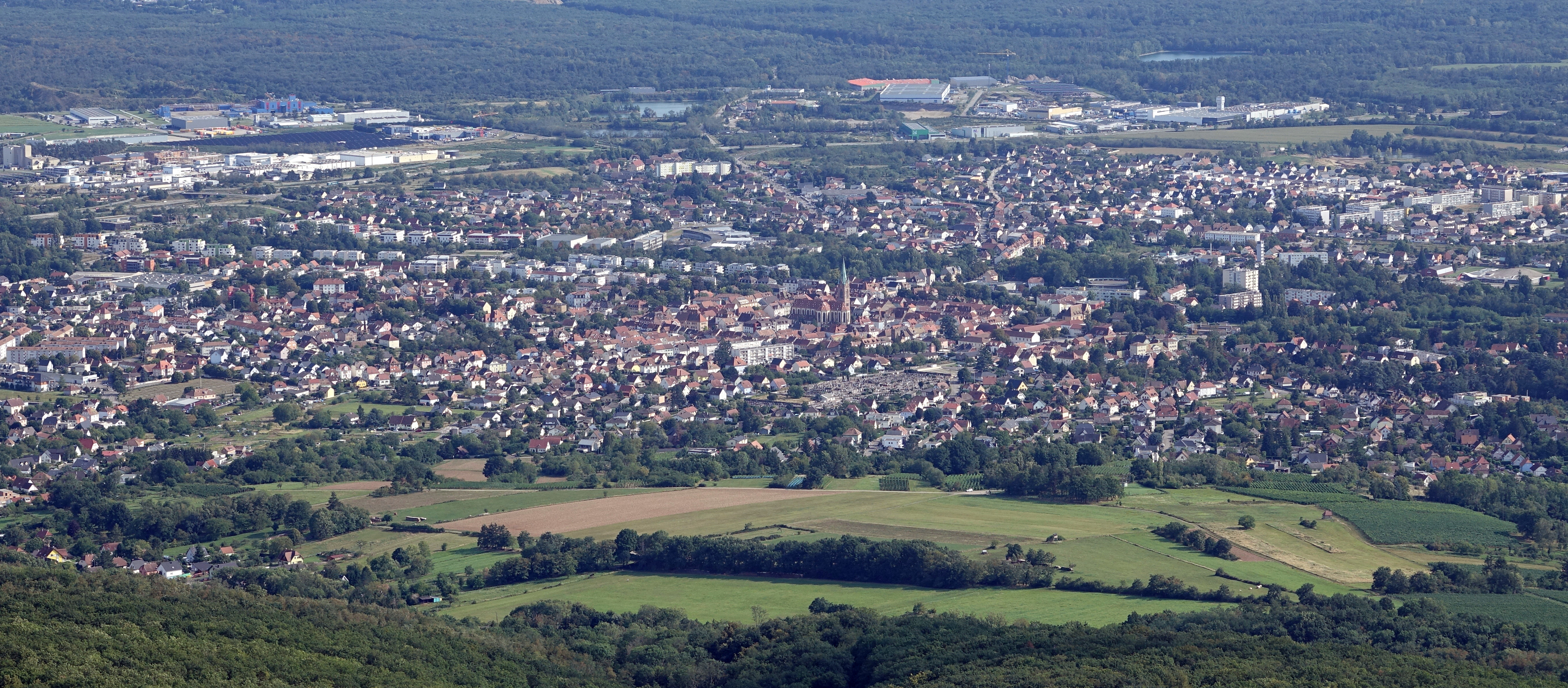
远眺塞尔奈

塞尔奈位于法国东北部，大东部大区东南部和上莱茵省中部略偏西，距离省会科尔马大约37公里。与塞尔奈接壤的市镇包括：下阿斯帕克、阿斯帕克-米歇尔巴克、什泰因巴克、于福尔茨、旧坦恩、维特尔赛姆和雷南格。

### 地形
塞尔奈位于孚日山东侧的山前冲积平原上，境内以平原为主，市镇中心地势较为平坦，西北部略有起伏，全境海拔在277到358米之间。

### 水文
塞尔奈位于莱茵河流域范围内，蒂尔河自西向东流经镇中心，此外市区南部还有多处水塘分布。

### 植被
塞尔奈属于温带阔叶混交林区，林地广泛分布于河流附近及市镇西北部的坡地地带。
在鲜花城市的评比中，塞尔奈被评为2星级鲜花城市。

### 气候
塞尔奈在柯本气候分类法中属于带有大陆性气候特征的温带海洋性气候（Cfb）。
距离塞尔奈最近的常年气象站位于比奇维莱尔莱坦恩境内，以下为该气象站的数据（其中日照数据取自马耶奈姆气象站）：
| 比奇维莱尔莱坦恩 1981年－2019年 | 比奇维莱尔莱坦恩 1981年－2019年 | 比奇维莱尔莱坦恩 1981年－2019年 | 比奇维莱尔莱坦恩 1981年－2019年 | 比奇维莱尔莱坦恩 1981年－2019年 | 比奇维莱尔莱坦恩 1981年－2019年 | 比奇维莱尔莱坦恩 1981年－2019年 | 比奇维莱尔莱坦恩 1981年－2019年 | 比奇维莱尔莱坦恩 1981年－2019年 | 比奇维莱尔莱坦恩 1981年－2019年 | 比奇维莱尔莱坦恩 1981年－2019年 | 比奇维莱尔莱坦恩 1981年－2019年 | 比奇维莱尔莱坦恩 1981年－2019年 | 比奇维莱尔莱坦恩 1981年－2019年 |
| 月份                            | 1月                             | 2月                             | 3月                             | 4月                             | 5月                             | 6月                             | 7月                             | 8月                             | 9月                             | 10月                            | 11月                            | 12月                            | 全年                            |
| ------------------------------- | ------------------------------- | ------------------------------- | ------------------------------- | ------------------------------- | ------------------------------- | ------------------------------- | ------------------------------- | ------------------------------- | ------------------------------- | ------------------------------- | ------------------------------- | ------------------------------- | ------------------------------- |
| 历史最高温 °C（°F）             | 16.4 (61.5)                     | 20.2 (68.4)                     | 24.5 (76.1)                     | 29.8 (85.6)                     | 33.5 (92.3)                     | 35.4 (95.7)                     | 37.6 (99.7)                     | 38.9 (102.0)                    | 32.2 (90.0)                     | 29 (84)                         | 22.2 (72.0)                     | 20.5 (68.9)                     | 38.9 (102.0)                    |
| 平均高温 °C（°F）               | 4.5 (40.1)                      | 6.6 (43.9)                      | 10.6 (51.1)                     | 14.9 (58.8)                     | 19.5 (67.1)                     | 22.8 (73.0)                     | 25 (77)                         | 24.5 (76.1)                     | 20.1 (68.2)                     | 15.1 (59.2)                     | 8.4 (47.1)                      | 4.8 (40.6)                      | 14.7 (58.5)                     |
| 日均气温 °C（°F）               | 1.3 (34.3)                      | 2.5 (36.5)                      | 5.5 (41.9)                      | 8.9 (48.0)                      | 13.3 (55.9)                     | 16.3 (61.3)                     | 18.3 (64.9)                     | 17.9 (64.2)                     | 14.2 (57.6)                     | 10.4 (50.7)                     | 4.9 (40.8)                      | 1.9 (35.4)                      | 9.6 (49.3)                      |
| 平均低温 °C（°F）               | −2 (28)                         | −1.6 (29.1)                     | 0.5 (32.9)                      | 2.9 (37.2)                      | 7 (45)                          | 9.7 (49.5)                      | 11.7 (53.1)                     | 11.3 (52.3)                     | 8.4 (47.1)                      | 5.6 (42.1)                      | 1.3 (34.3)                      | −1 (30)                         | 4.5 (40.1)                      |
| 历史最低温 °C（°F）             | −19.5 (−3.1)                    | −18 (0)                         | −18.1 (−0.6)                    | −7.1 (19.2)                     | −2.2 (28.0)                     | 0.3 (32.5)                      | 3.2 (37.8)                      | 1.5 (34.7)                      | −1 (30)                         | −6.2 (20.8)                     | −13.7 (7.3)                     | −19.4 (−2.9)                    | −19.5 (−3.1)                    |
| 平均降水量 mm（）               | 151.2 (5.95)                    | 125.4 (4.94)                    | 117.8 (4.64)                    | 82.2 (3.24)                     | 99.2 (3.91)                     | 92.8 (3.65)                     | 91.5 (3.60)                     | 85 (3.3)                        | 88.1 (3.47)                     | 126.7 (4.99)                    | 112.6 (4.43)                    | 160.6 (6.32)                    | 1,333.1 (52.48)                 |
| 月均日照時數                    | 71.8                            | 97                              | 144.7                           | 180.2                           | 201.5                           | 225.5                           | 239.2                           | 223.6                           | 170.7                           | 116.9                           | 70.5                            | 57.5                            | 1,799.1                         |
| 来源：infoclimat.fr             |                                 |                                 |                                 |                                 |                                 |                                 |                                 |                                 |                                 |                                 |                                 |                                 |                                 |

## 行政区划
塞尔奈的市镇编号为68063，邮政编号为68700。
在行政管理方面，塞尔奈隶属于法国大东部大区上莱茵省坦恩-盖布维莱尔区；在地方选举方面，塞尔奈是塞尔奈县的中央投票站所在地，其市镇范围全境被划入上莱茵省第四选区；在社会管理方面，塞尔奈是坦恩-塞尔奈市镇公共社区的办公驻地。
塞尔奈市镇范围内的贝莱尔街区（Quartier Bel Air）为城市政策优先街区，该街区自2015年起实行街区自治制度。
法国国家统计与经济研究所（简称）在进行数据统计时，将塞尔奈及相邻的另外8个市镇设为坦恩-塞尔奈城市核心区及坦恩-塞尔奈城市区。自2020年起，坦恩-塞尔奈城市区被撤销，塞尔奈被划入包含132个市镇的米卢斯城市辐射区。此外，还将塞尔奈市镇分为了5个“块区”（IRIS），以便于统计人口分布情况。

## 交通

### 公路
法国国道N66线和上莱茵省省道D5线、D34线、D35线、D83线和D483线在塞尔奈境内交汇。大东部大区下属的上莱茵省城际客运68R033线、68R043线和68R059线经停塞尔奈，可通往米卢斯、坦恩、盖布维莱尔、维尔登什泰因、维特尔赛姆、法斯塔特等地。
| 15 | 10 |

| 16 | 12 |

| 科尔马 | 37 |

| 苏尔茨 | 12 |

| 米卢斯 | 18 |

| 坦恩 | 7 |

| 阿尔特基什 | 29 |

| 上比诺普特 | 13 |

2020年，82.7%的塞尔奈家庭拥有至少一辆私人汽车。2021年，塞尔奈境内共发生各类交通事故1起，造成1人重伤。

### 铁路

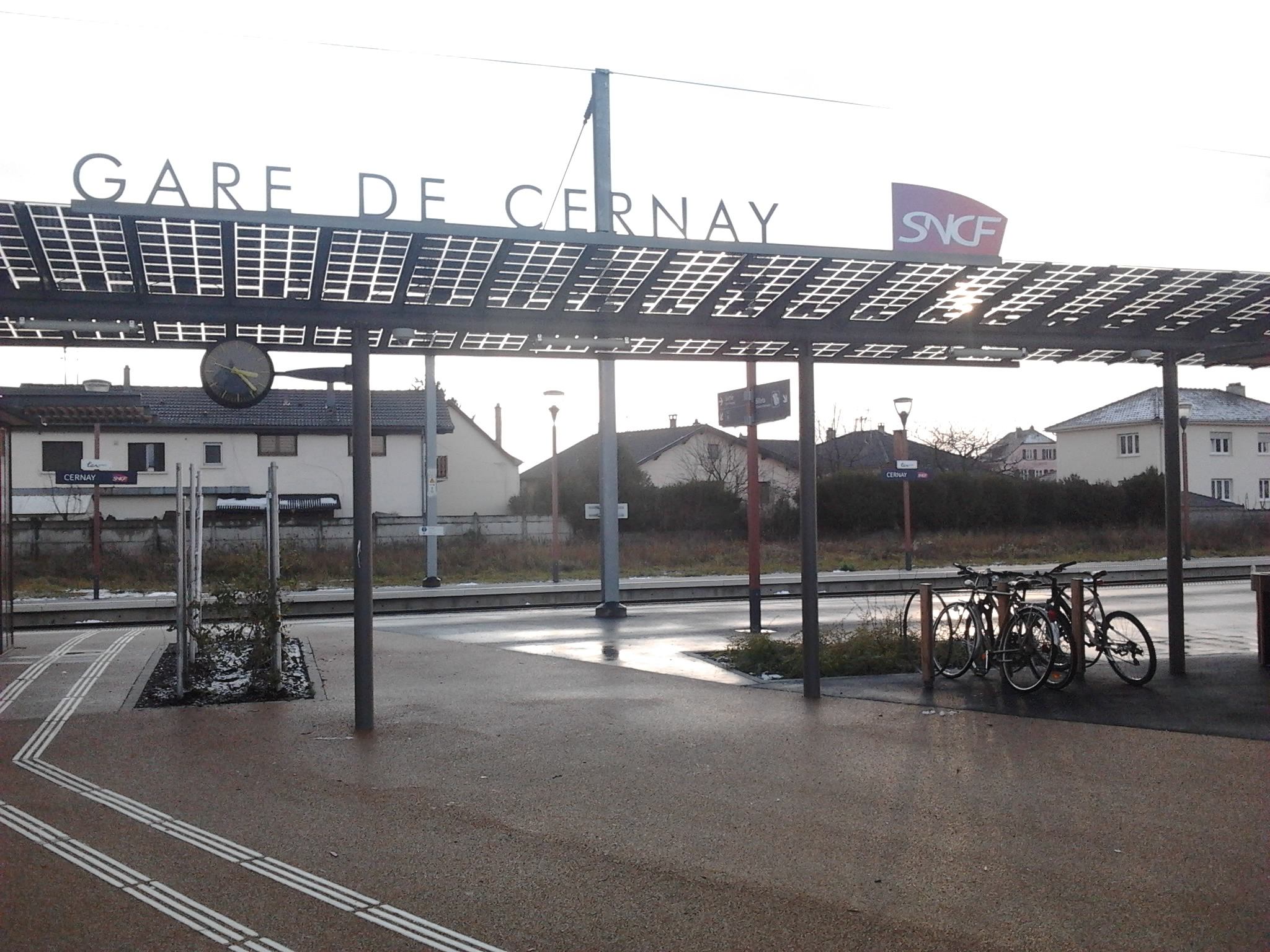
塞尔奈火车站

塞尔奈位于吕特巴克—克吕特铁路上。塞尔奈站位于塞尔奈市区南部，该站停靠米卢斯Tram-Train以及往返于米卢斯和克吕特一线的区域列车。

### 航空
距离塞尔奈最近的民用航空站为45公里外的巴塞尔-米卢斯-弗赖堡欧洲机场。

### 城市公共交通
塞尔奈暂无常规城市公共交通系统。自2017年1月起，坦恩-塞尔奈市镇公共社区为其管辖范围内的残障及70岁以上老年居民提供定制出行服务。

## 政治

### 市政内阁

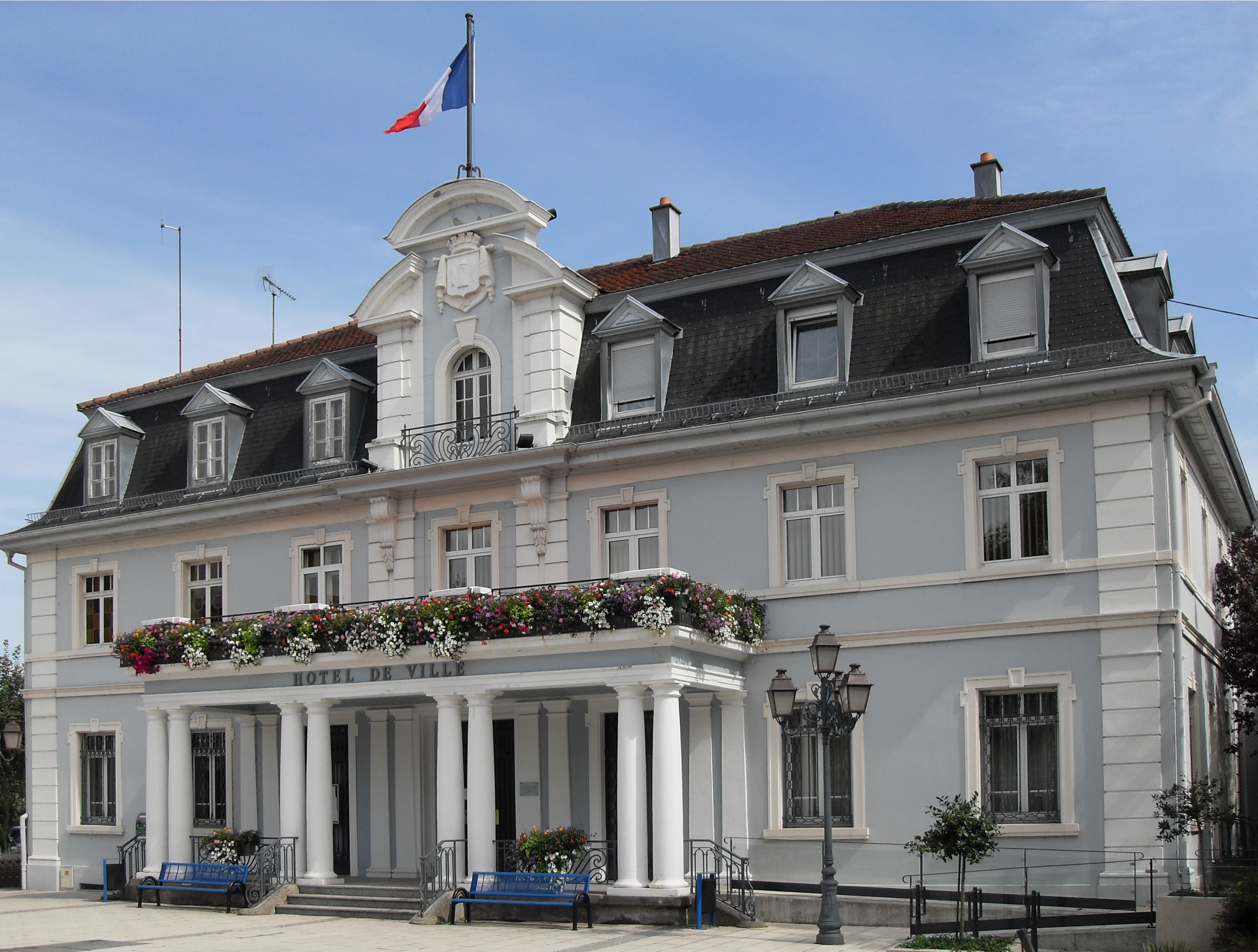
塞尔奈市政厅

塞尔奈的现任市长为米歇尔·索尔迪先生，他是一名右翼无党派人士，在2020年的市政选举中获得了70.61%的支持率。
| 塞尔奈历届市长 | 塞尔奈历届市长                     | 塞尔奈历届市长                                                |
| 任期           | 市长                               | 党派                                                          |
| -------------- | ---------------------------------- | ------------------------------------------------------------- |
| 1945年－1946年 | Eugène SCHNEIDER 欧仁·施奈德       | 不详                                                          |
| 1946年－1953年 | Marcel MULLER 马塞尔·穆勒          | 不详                                                          |
| 1953年－1973年 | Xavier HERRGOTTe 格扎维埃·赫尔戈特 | RPF法国人民联盟 →RS联合共和                                   |
| 1973年－1995年 | Pierre TRITSCH 皮埃尔·特里奇       | RPR保衛共和聯盟                                               |
| 1995年－       | Michel SORDI 米歇尔·索尔迪         | RPR保衛共和聯盟 →UMP人民运动联盟 →LR共和黨 →DVD右翼无党派人士 |

### 各级选举
| 塞尔奈历届投票选举结果 | 塞尔奈历届投票选举结果 | 塞尔奈历届投票选举结果 | 塞尔奈历届投票选举结果 | 塞尔奈历届投票选举结果            | 塞尔奈历届投票选举结果 | 塞尔奈历届投票选举结果 | 塞尔奈历届投票选举结果            | 塞尔奈历届投票选举结果 | 塞尔奈历届投票选举结果 |
| 选举项目               | 选举范围               | 选区单位               | 选区单位内的选举结果   | 选区单位内的选举结果              | 选区单位内的选举结果   | 选区单位内的选举结果   | 选区单位内的选举结果              | 选区单位内的选举结果   | 参考资料               |
| 选举项目               | 选举范围               | 选区单位               | 第一轮胜出者           | 第一轮胜出者                      | 支持率                 | 第二轮胜出者           | 第二轮胜出者                      | 支持率                 | 参考资料               |
| ---------------------- | ---------------------- | ---------------------- | ---------------------- | --------------------------------- | ---------------------- | ---------------------- | --------------------------------- | ---------------------- | ---------------------- |
| 2017年法國總統選舉     | 法國                   | 市镇                   |                        | 玛丽娜·勒庞                       | 30.06%                 |                        | 埃马纽埃尔·马克龙                 | 54.07%                 | [ 28 ]                 |
| 2017年法国立法选举     | 上莱茵省第四选区       | 市镇                   |                        | 奥蕾莉·塔卡尔                     | 29.42%                 |                        | 拉法埃尔·谢伦伯格                 | 53.38%                 | [ 28 ]                 |
| 2019年欧洲议会选举     | 法國                   | 市镇                   |                        | 若尔丹·巴尔代拉                   | 29.54%                 | （不适用）             | （不适用）                        | （不适用）             | [ 30 ]                 |
| 2021年法国省级选举     | 上莱茵省               | 县                     |                        | 阿妮克·卢滕巴赫 拉法埃尔·谢伦伯格 | 46.08%                 |                        | 阿妮克·卢滕巴赫 拉法埃尔·谢伦伯格 | 70.26%                 | [ 31 ]                 |
| 2021年法国省级选举     | 上莱茵省               | 市镇                   |                        | 阿妮克·卢滕巴赫 拉法埃尔·谢伦伯格 | 44.93%                 |                        | 阿妮克·卢滕巴赫 拉法埃尔·谢伦伯格 | 68.82%                 | [ 31 ]                 |
| 2021年法国大区选举     | 大東部大區             | 市镇                   |                        | 让·罗特纳                         | 25.05%                 |                        | 让·罗特纳                         | 40.1%                  | [ 32 ]                 |
| 2022年法国总统选举     | 法國                   | 市镇                   |                        | 玛丽娜·勒庞                       | 30.68%                 |                        | 玛丽娜·勒庞                       | 51.93%                 | [ 28 ]                 |
| 2022年法国立法选举     | 上莱茵省第四选区       | 市镇                   |                        | 拉法埃尔·谢伦伯格                 | 27.35%                 |                        | 拉法埃尔·谢伦伯格                 | 57.33%                 | [ 28 ]                 |

## 人口
2020年，塞尔奈市镇人口数量为11,559，在法国排名第855位。其中男性5,783人，女性5,776人，75岁及以上人口占8.5%，外籍人口数量为1,029人，人口密度为641人/平方公里，当地居民被称为（男性）或（女性）。2021年，塞尔奈境内出生117人，死亡人口119人。
| 塞尔奈1900年－2020年人口变化情况 |
|                                  |
| 数据来源：Cassini、INSEE         |

## 经济
塞尔奈是一个区域性的中心城市。截至2023年11月，塞尔奈市镇范围内共有各类用人单位（包含自雇）1,552家，平均历史为14年，其中97.19%为中小型企业（PME），2023年9月至11月间，当地的经济活力指数为0。（水阀）、（大型零售）及（塑料制品）是当地2021年营业额最高的三个企业，分别为249,201,582欧元、121,625,733欧元和31,555,900欧元。

## 财政与居民收入
2021年，塞尔奈的财政收入总额为10,265,900欧元，财政支出总额为9,465,080欧元，当年的债务总额为2,124,590欧元。2021年，塞尔奈市镇通过增值税获得0欧元的收入，此外当地还共获得了2,053,660欧元的国家直接财政补助。
2019年，塞尔奈的人均月收入总额为2,101欧元，其中高级职员为3,751欧元，低于法国平均水平（4,230欧元）；中级职员为2,358欧元，低于法国平均水平（2,411欧元）；普通职员为1,704欧元，亦于法国平均水平（1,740欧元）。
2020年，塞尔奈境内的贫困率为15%，青壮年（15至64岁）失业率为11.3%；2022年，当地44.4%的家庭拥有纳税资格，平均纳税2,836欧元，低于法国平均水平（4,393欧元）。

## 社会事务

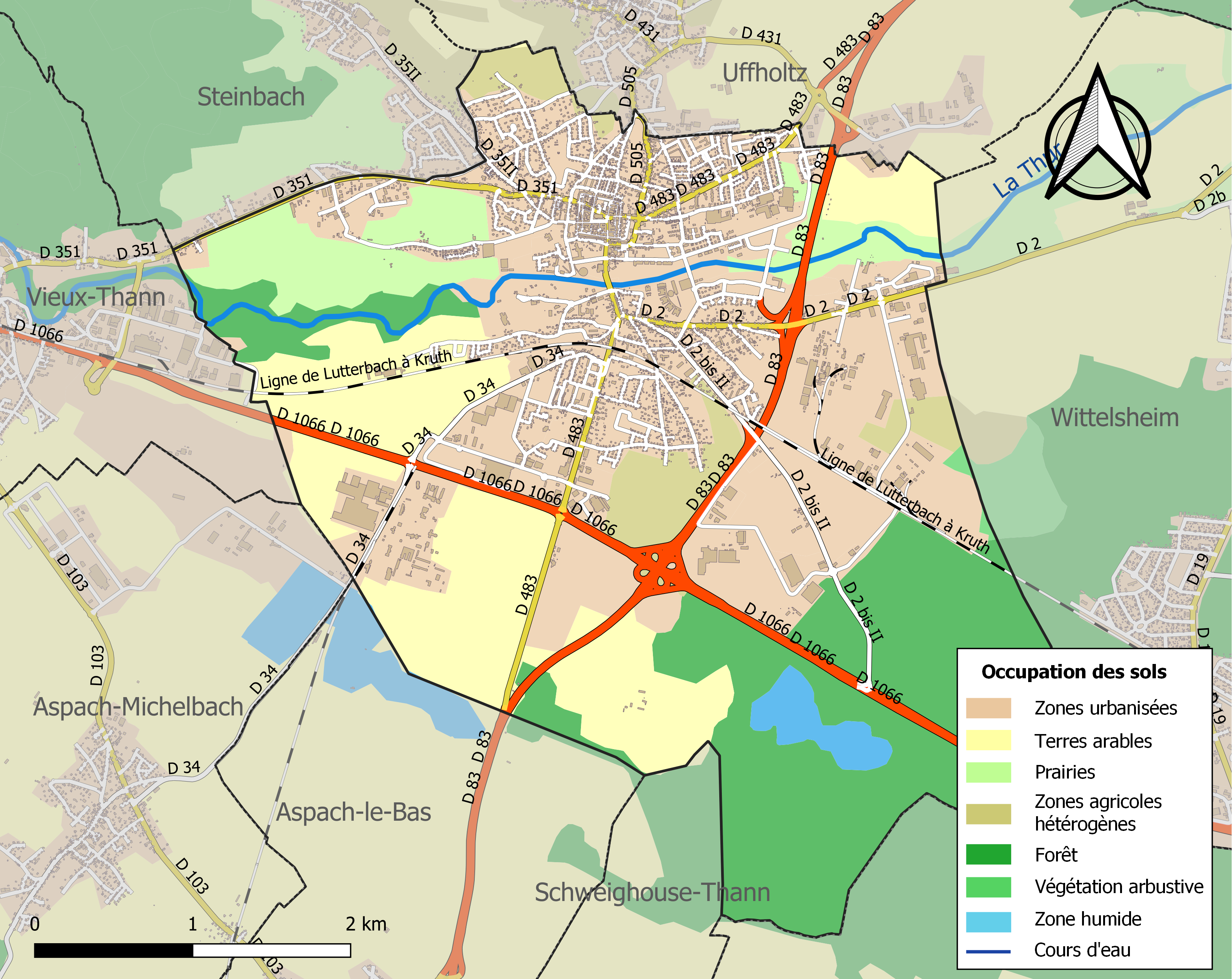
塞尔奈土地利用情况地图

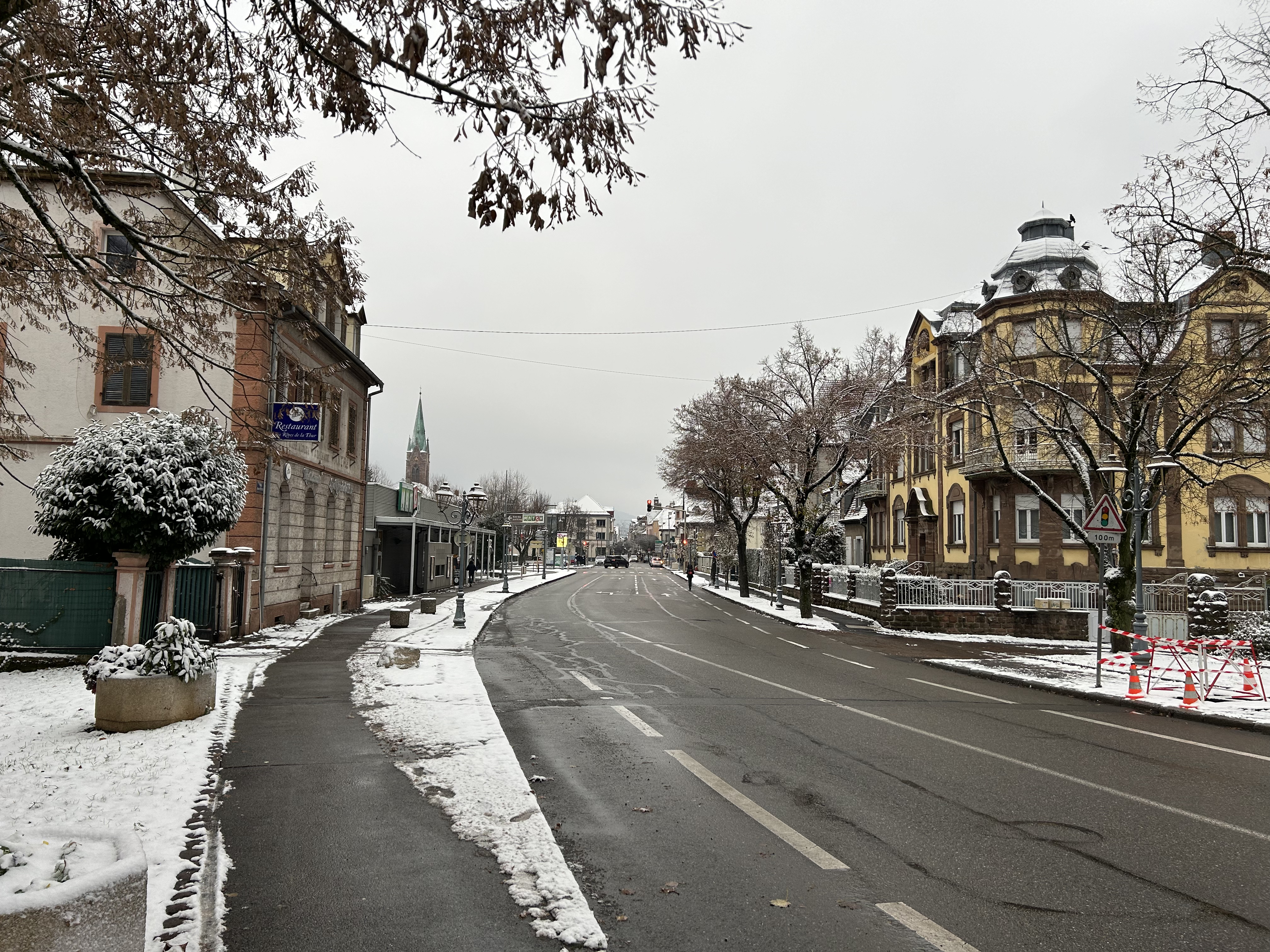
庞加莱街

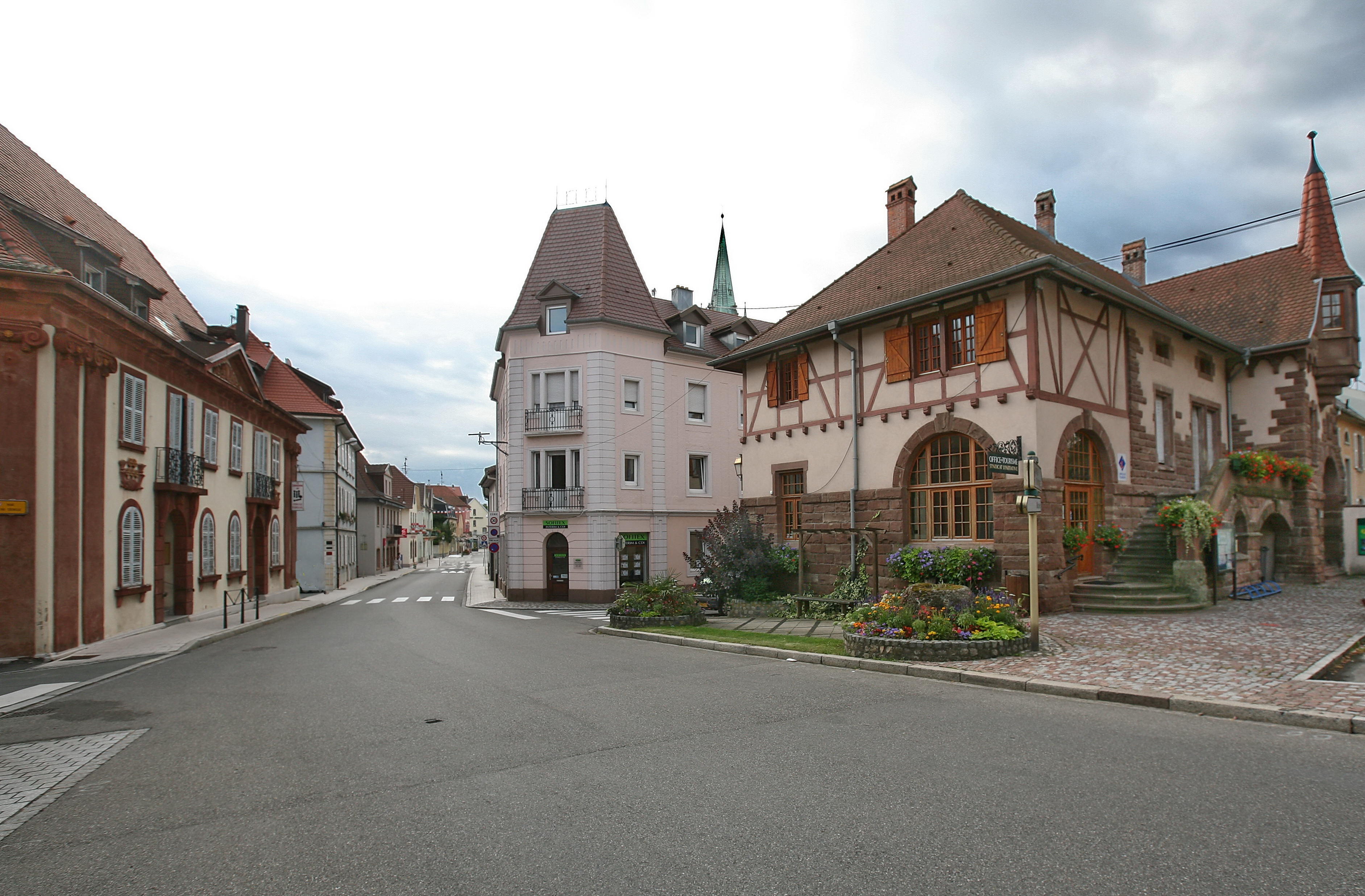
坦恩街

### 教育
塞尔奈属于斯特拉斯堡学区。截至2021年1月1日，塞尔奈境内共有4所幼儿园、2所小学和1所职业高中。2021至2022学年度，塞尔奈境内共有在校中等教育阶段学生776名。

### 医疗
截至2021年1月1日，塞尔奈境内共有全科医生17名、保健师18名、牙医12名、护士12名、耳科医生3名、皮肤科医生1名、助产士1名、儿科医生1名和妇科医生1名。境内共有药房4家、养老院1家、残疾人帮扶中心10家。
塞尔奈是“米卢斯-南阿尔萨斯地区医疗集团”（Groupe Hospitalier de la région de Mulhouse et Sud Alsace）的服务范围，后者是法国的一个区域性医疗机构，该机构在塞尔奈市区设有含191个床位的医院。

### 住房
2020年，塞尔奈境内共有各类住房5,336套，其中45.5%为独立式居民区，54.3%为集中式居民区。常住房屋占塞尔奈市镇范围内居民建筑总量的93.0%。
在住房保障政策方面，2022年，塞尔奈境内共有1,093户家庭获得了住房经济补助，受益人数占总人口数量的9.9%，其中1,059份为房租补助。

### 商业
2021年，塞尔奈境内共有各类实体商铺266家，其中餐厅33家、大型超市5家、杂货店2家、面包房7家、肉铺3家、书店1家、装饰品店2家、银行门店7家、美容美发店19家、汽车维修店27家。塞尔奈镇中心建有一家Match超市，市区南部的La Croisières商业街区则有一家E.Leclerc大型购物超市。

### 体育
2021年，塞尔奈境内共有2家游泳池、3间体育馆、1座综合体育场、5处网球场、1处马术场、4处足球或橄榄球场以及1处篮球或排球场。
截至2023年12月，塞尔奈足球俱乐部（Cernay Football Club，编号560204）是塞尔奈境内唯一的一家注册足球俱乐部当地的代表性足球队，其主队2023至2024赛季参加阿尔萨斯足球联赛甲组（法国第九级别），其主场为达尼埃尔·埃克体育中心（Complexe sportif Daniel Eck）。

### 环境
塞尔奈的环境事务由其所属的坦恩-塞尔奈市镇公共社区联合各级政府协调负责。2021年，塞尔奈境内共有5家污染企业。

### 治安
2021年，塞尔奈市镇范围内有1处宪兵队。
塞尔奈及其附近的共75个市镇是苏尔茨-盖布维莱尔国家宪兵队（zone gendarmerie de Soultz-Guebwiller）的管辖范围。2020年，该宪兵队累计记录各类案件3,433起，其中盗窃类案件1,330起，经济类案件572起，毒品交易类案件149起。

## 文化

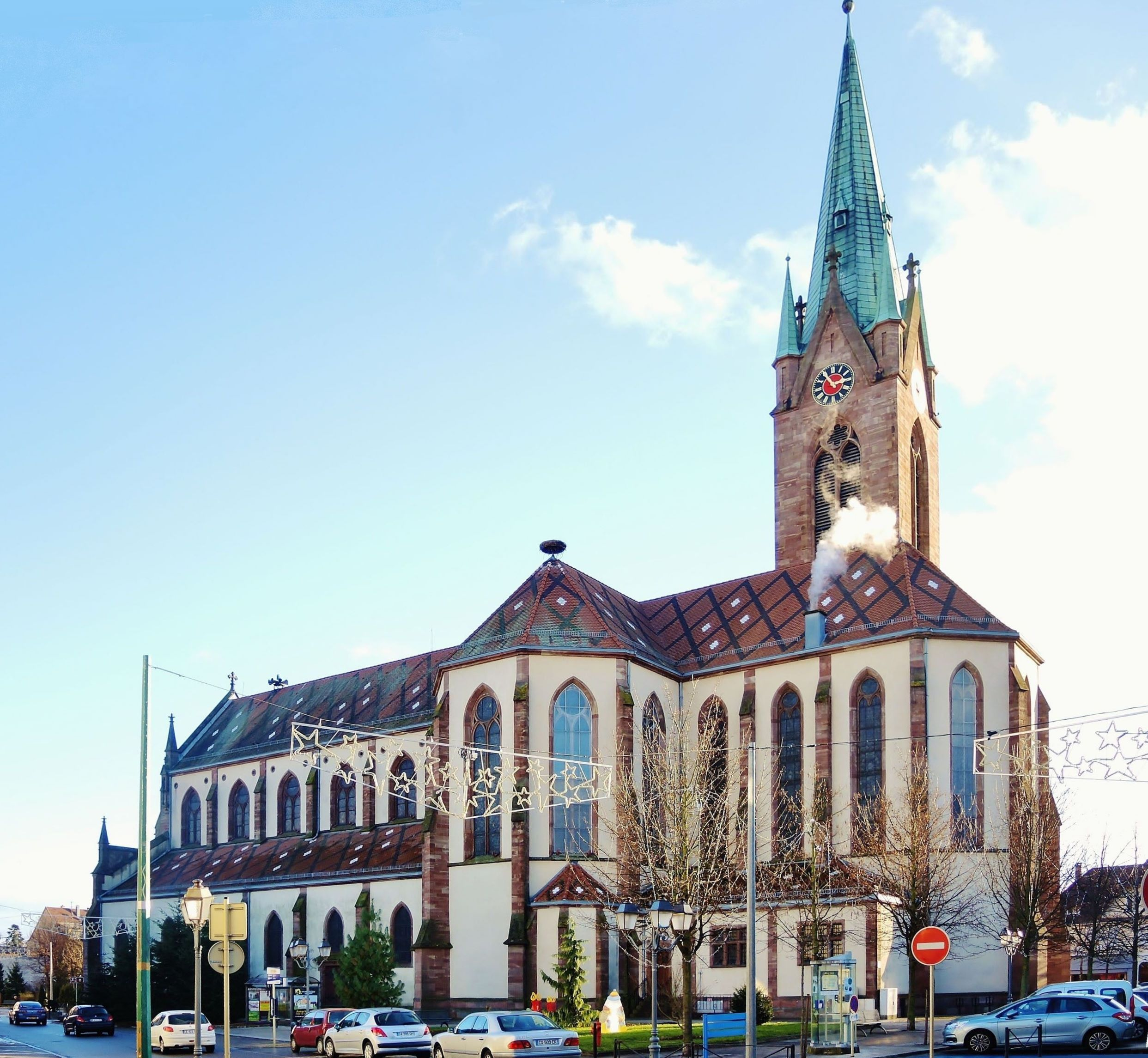
圣艾蒂安教堂

2021年，塞尔奈境内共有1家剧场、1家电影院和1家博物馆。塞尔奈境内建有市政多媒体中心（Médiathèque municipale），每周二至六向公众开放。

### 建筑
塞尔奈境内有多处历史建筑，其中圣艾蒂安教堂、塞尔奈防御城墙等为法国国家文物保护单位。

### 旅游
塞尔奈的旅游事务由其所属的坦恩-塞尔奈市镇公共社区联合各级政府协调负责。2023年，塞尔奈境内共有1家酒店共计10间房间；另有1个露营地，可容纳共139辆露营车。

### 媒体
法国主要的媒体均可在塞尔奈接收，法国电视三台下属的大东部大区频道在部分时段播出塞尔奈所在上莱茵省的地方新闻。《阿尔萨斯报》、《阿尔萨斯最新消息》、阿尔萨斯电视台、蓝色法兰西阿尔萨斯广播等是当地主要的地方性媒体。

## 相关人物
法国煤炭工程师亨利·库斯、足球运动员莫里斯·加斯蒂格和手球运动员迪尔里·奥梅耶出生于塞尔奈。

## 友好城市
截至2023年11月，塞尔奈暂未建立任何友好城市关系。